# João Salgueiro (cavaleiro tauromáquico)
João Inácio de Ferreira Girão Salgueiro da Costa (Valada do Ribatejo, 21 de fevereiro de 1968) é um cavaleiro tauromáquico português.
De uma família de ganadeiros e cavaleiros tauromáquicos, atividade iniciada pelo seu avô paterno, Fernando Salgueiro, estreou-se em público na praça de toiros de Salvaterra de Magos, a 31 de agosto de 1985.
Prestou provas para cavaleiro praticante, na Monumental Daniel do Nascimento, na Moita, a 24 de maio de 1986.
Recebeu a alternativa de cavaleiro tauromáquico na praça de Almeirim, a 29 de maio de 1988, tendo como padrinho o seu pai, Fernando Andrade Salgueiro, numa corrida em que se lidaram oito toiros da ganadaria Condessa de Sobral, completando o cartel João Moura, Paulo Caetano e Joaquim Bastinhas, e os Grupos de Forcados de Santarém e Montemor.
Uma das suas atuações para a posterioridade deu-se em mano-a-mano com o matador El Juli, no Campo Pequeno, em 1999, em que ambos saíram em ombros pela Porta Grande.
O seu toureio, marcado pela busca constante do risco, demonstrando ao mesmo tempo uma forte sensibilidade artística, que têm expressão nas chamadas paradinhas diante do toiro, valeu-lhe o epíteto de toureiro génio.
Depois de em meados de 2014 anunciar que se retirava, voltou após um interregno de cerca de dois anos, no dia 14 de abril de 2016, data da inauguração da temporada desse ano no Campo Pequeno.
A 29 de maio de 2016 voltou à praça de Almeirim para conceder a alternativa ao seu filho, João Salgueiro da Costa, precisamente na mesma praça e no mesmo dia em que, 28 anos antes, tirou a sua alternativa de cavaleiro tauromáquico. Lidaram-se oito toiros da ganadaria Murteira Grave, completando o cartel António Ribeiro Telles e João Ribeiro Telles Júnior, com as pegas, novamente, a cargo dos forcados de Santarém e Montemor. João Salgueiro da Costa representa a terceira geração consecutiva de cavaleiros profissionais da mesma família, que forma a mais antiga dinastia toureira de Portugal e uma das mais antigas da Península Ibérica.